# Operation Flashpoint: Red River
Operation Flashpoint: Red River är ett spel för Playstation 3, Xbox 360 och PC. Det är en uppföljare till Operation Flashpoint: Dragon Rising.

## Info
Du och din Fireteam ta ett litet steg in i framtiden, Operation Flashpoint: Red River skildrar en fiktiv konflikt med samtida geopolitiska frågor, som kommer att utvecklas under tre olika rättsakter i både singleplayer och drop-in/drop-out samarbetsspel för upp till fyra spelare online.
Inför nya upprorsbekämpning bekämpa och tillbaka hotet om den kinesiska PLA kommer spelarna känna spänningen, brutalitet och blodbad moderna konflikter ur ett marint Fireteam på utplacering i Tadzjikistan, tusentals miles hemifrån.